# Plator yunlong
Plator yunlong är en spindelart som beskrevs av Zhu et al. 2006. Plator yunlong ingår i släktet Plator och familjen Trochanteriidae. Inga underarter finns listade i Catalogue of Life.